# Chrystian & Ralf (álbum de 1991)
Volume 8 é o oitavo álbum de estúdio da dupla sertaneja brasileira Chrystian & Ralf, gravado entre 1990 e 1991 e lançado em 1991. Vendeu 750.000 cópias, garantindo à dupla disco de platina triplo. A música "Bijuteria" foi regravada pela dupla Bruno & Marrone em 2001.

## Faixas[3]
| N.º | Título                                | Compositor(es)                                                | Duração |  |
| 1.  | "Basta um Olhar"                      | Chico Roque / Ed Wilson                                       | 4:30    |  |
| 2.  | "Minha Estrela é Você"                | Chico Roque / Chrystian / Ralf                                | 2:41    |  |
| 3.  | "Bijuteria"                           | Chico Roque / Carlos Colla                                    | 4:44    |  |
| 4.  | "Sentimentos"                         | Rionegro / Domiciano                                          | 3:25    |  |
| 5.  | "Vira Virou"                          | Nenéo / Carlos Colla                                          | 3:00    |  |
| 6.  | "Alquimia"                            | Michael Sullivan / Paulo Massadas                             | 4:06    |  |
| 7.  | "Sentimento Louco"                    | Domiciano / Solimões                                          | 2:46    |  |
| 8.  | "Ansiedade (Ansiedad de Besarte)"     | José Enrique Sarabia Rodriguez (versãoː Fagner / Fausto Nilo) | 4:04    |  |
| 9.  | "Perdoa"                              | José Augusto / Paulo Sérgio Valle                             | 3:47    |  |
| 10. | "Yolanda"                             | Pablo Milanés (versão: Chico Buarque)                         | 4:30    |  |
| 11. | "Charly"                              | Rafael Gil / Enrique Millan (versãoː Rossini Pinto)           | 3:20    |  |
| 12. | "O Ipê e o Prisioneiro (Ipê Florido)" | José Fortuna / Paraíso                                        | 3:21    |  |
| 13. | "Uma Canção Pra Nós Dois"             | Michael Sullivan / Paulo Massadas                             | 4:19    |  |
| 14. | "Ferreirinha"                         | Carreirinho                                                   | 3:20    |  |
| 15. | "Beijo Gelado"                        | Rubens Machado                                                | 3:40    |  |
| 16. | "Com Você"                            | Chrystian / Ralf                                              | 3:14    |  |
| 17. | "Confidências"                        | Chrystian / Ralf / Penachi                                    | 2:20    |  |

## Certificações
| Brasil (ABPD)                             | 3× Platina | 1991 | 750.000* |
| *número de vendas baseado na certificação |            |      |          |